# Campeonato Mundial de Atletismo Sub-20 de 2022 - 400 m feminino
A prova dos 400 metros feminino do Campeonato Mundial de Atletismo Sub-20 de 2022 ocorreu ente os dias 2 a 4 de agosto de 2022 no Estádio Olímpico Pascual Guerrero, em Cali, na Colômbia.

## Recordes
Antes desta competição, os recordes mundiais e do campeonato nesta prova eram os seguintes:
|       | Nome             | Nacionalidade  | Tempo | Local     | Data                 |
| ----- | ---------------- | -------------- | ----- | --------- | -------------------- |
| WU20R | Grit Breuer      | Alemanha       | 49.42 | Tóquio    | 27 de agosto de 1991 |
| CR    | Ashley Spencer   | Estados Unidos | 50.50 | Barcelona | 13 de julho de 2012  |
| WU20L | Imaobong Nse Uko | Nigéria        | 51.24 | Lubbock   | 15 de maio de 2022   |

## Medalhistas
| Ouro                 | Prata                 | Bronze                |
| Yemi Mary John (GBR) | Damaris Mutunga (KEN) | Rupal Chaudhary (IND) |

## Cronograma
Todos os horários são locais (UTC-5).
| Data        | Hora  | Evento    |
| ----------- | ----- | --------- |
| 2 de agosto | 06:35 | Bateria   |
| 3 de agosto | 16:00 | Semifinal |
| 4 de agosto | 14:40 | Final     |

## Resultados

### Bateria
Qualificação: Os 4 primeiros de cada bateria (Q) e os 4 tempos mais rápidos (q).
| Posição | Bateria | Raia | Atleta                   | Nacionalidade            | Tempo        | Notas    |
| ------- | ------- | ---- | ------------------------ | ------------------------ | ------------ | -------- |
| 1       | 3       | 3    | Yemi Mary John           | Reino Unido              | 52.42        | Q,       |
| 2       | 2       | 6    | Rupal Chaudhary          | Índia                    | 52.50 [.496] | Q        |
| 2       | 5       | 4    | Berta Segura             | Espanha                  | 52.50 [.496] | Q, NU20R |
| 4       | 5       | 7    | Priya Mohan              | Índia                    | 52.56        | Q        |
| 5       | 2       | 7    | Damaris Mutunga          | Quênia                   | 52.60        | Q,       |
| 6       | 1       | 3    | Zenab Mahamat            | Bahrein                  | 52.87        | Q,       |
| 7       | 3       | 2    | Ellie Beer               | Austrália                | 53.30        | Q,       |
| 8       | 1       | 8    | Precious Molepo          | África do Sul            | 53.50        | Q        |
| 9       | 5       | 8    | Henriette Jæger          | Noruega                  | 53.53        | Q        |
| 10      | 3       | 6    | Mekenze Kelley           | Estados Unidos           | 53.59        | Q        |
| 11      | 1       | 5    | Ella Clayton             | Canadá                   | 53.69        | Q        |
| 12      | 4       | 7    | Dejanea Oakley           | Jamaica                  | 53.70        | Q        |
| 13      | 4       | 6    | Sylvia Chelangat         | Quênia                   | 53.99        | Q        |
| 14      | 5       | 5    | Jasmin Guthrie           | Austrália                | 54.02        | Q        |
| 15      | 1       | 6    | Mia Powell               | Nova Zelândia            | 54.04        | Q,       |
| 16      | 3       | 5    | Tharushi Dissanayaka     | Sri Lanka                | 54.13        | Q        |
| 17      | 2       | 3    | Salma Lehlali            | Marrocos                 | 54.14        | Q, NU20R |
| 18      | 2       | 2    | Katriina Wright          | Finlândia                | 54.16        | Q        |
| 19      | 4       | 2    | Queen Usunobun           | Nigéria                  | 54.32        | Q        |
| 20      | 4       | 5    | Ana Rus                  | Eslovênia                | 54.43        | Q,       |
| 21      | 5       | 3    | Rickianna Russell        | Jamaica                  | 54.63        | q        |
| 22      | 5       | 6    | Ioana-Rebecca Andrei     | Roménia                  | 54.75        | q,       |
| 23      | 4       | 8    | Zaya Akins               | Estados Unidos           | 55.23        | q        |
| 24      | 3       | 7    | Javonya Valcourt         | Bahamas                  | 55.31        | q        |
| 25      | 4       | 4    | Alianni Rosario Arrindel | República Dominicana     | 55.57        |          |
| 26      | 5       | 2    | Jamara Patterson         | Granada                  | 55.75        |          |
| 27      | 1       | 7    | Akrisa Eristee           | Ilhas Virgens Britânicas | 55.86        |          |
| 28      | 1       | 4    | Julia Aparecida Rocha    | Brasil                   | 55.92        |          |
| 29      | 3       | 4    | Nicole Milić             | Croácia                  | 56.26        |          |
| 30      | 4       | 3    | Ibeyis Romero            | Venezuela                | 56.55        |          |
| 31      | 2       | 4    | Nancy Demattè            | Itália                   | 56.70        |          |
| 32      | 2       | 5    | Paola Loboa              | Colômbia                 | 57.33        |          |
| 33      | 3       | 8    | Natasha Fox              | Trinidad e Tobago        | 58.09        |          |
| 34      | 2       | 8    | Osaretin Joy Usenbor     | Nigéria                  | DQ           | TR17.4.3 |

### Semifinal
Qualificação: Os 2 primeiros de cada bateria (Q) e os 2 tempos mais rápidos (q).
| Posição | Bateria | Raia | Atleta               | Nacionalidade  | Tempo        | Notas           |
| ------- | ------- | ---- | -------------------- | -------------- | ------------ | --------------- |
| 1       | 1       | 4    | Yemi Mary John       | Reino Unido    | 51.72        | Q,              |
| 2       | 2       | 5    | Rupal Chaudhary      | Índia          | 52.27        | Q,              |
| 3       | 1       | 6    | Damaris Mutunga      | Quênia         | 52.29 [.284] | Q,              |
| 4       | 2       | 6    | Dejanea Oakley       | Jamaica        | 52.29 [.289] | Q, NU20R        |
| 5       | 2       | 4    | Henriette Jæger      | Noruega        | 52.33        | q               |
| 6       | 3       | 6    | Berta Segura         | Espanha        | 52.51        | Q               |
| 7       | 2       | 3    | Ellie Beer           | Austrália      | 52.55        | q,              |
| 8       | 1       | 7    | Ella Clayton         | Canadá         | 52.84        |                 |
| 9       | 1       | 3    | Mekenze Kelley       | Estados Unidos | 53.09        |                 |
| 10      | 1       | 5    | Priya Mohan          | Índia          | 53.22        |                 |
| 11      | 3       | 3    | Precious Molepo      | África do Sul  | 53.28        | Q               |
| 12      | 3       | 7    | Jasmin Guthrie       | Austrália      | 53.56        | Recorde pessoal |
| 13      | 2       | 2    | Zaya Akins           | Estados Unidos | 53.62        |                 |
| 14      | 3       | 8    | Queen Usunobun       | Nigéria        | 53.63        |                 |
| 15      | 3       | 5    | Sylvia Chelangat     | Quênia         | 53.89        |                 |
| 16      | 1       | 2    | Katriina Wright      | Finlândia      | 53.95        |                 |
| 17      | 2       | 7    | Mia Powell           | Nova Zelândia  | 54.37        |                 |
| 18      | 3       | 2    | Rickianna Russell    | Jamaica        | 54.44        |                 |
| 19      | 2       | 1    | Ana Rus              | Eslovênia      | 54.53        |                 |
| 20      | 3       | 1    | Ioana-Rebecca Andrei | Roménia        | 54.78        |                 |
| 21      | 1       | 8    | Tharushi Dissanayaka | Sri Lanka      | 54.86        |                 |
| 22      | 1       | 1    | Javonya Valcourt     | Bahamas        | 54.89        | Recorde pessoal |
| 23      | 3       | 4    | Zenab Mahamat        | Bahrein        | DSQ          | TR17.4.3        |
| 23      | 2       | 8    | Salma Lehlali        | Marrocos       | DSQ          | TR17.4.3        |

### Final
A prova final foi realizada no dia 4 de agosto às 14:40. 
| Posição           | Raia | Atleta          | Nacionalidade | Tempo | Notas           |
| ----------------- | ---- | --------------- | ------------- | ----- | --------------- |
| Medalha de ouro   | 4    | Yemi Mary John  | Reino Unido   | 51.50 | Recorde pessoal |
| Medalha de prata  | 5    | Damaris Mutunga | Quênia        | 51.71 | NU20R           |
| Medalha de bronze | 6    | Rupal Chaudhary | Índia         | 51.85 | Recorde pessoal |
| 4                 | 1    | Henriette Jæger | Noruega       | 52.23 | NU20R           |
| 5                 | 8    | Dejanea Oakley  | Jamaica       | 52.31 |                 |
| 6                 | 3    | Berta Segura    | Espanha       | 52.56 |                 |
| 7                 | 2    | Ellie Beer      | Austrália     | 52.82 |                 |
| 8                 | 7    | Precious Molepo | África do Sul | 53.49 |                 |

Legenda
| Recorde mundial       | Recorde mundial (World record)               |                       | Recorde africano                      | Recorde africano (African) |                                           | Q | Classificado por posição (Qualified) |
| Recorde do campeonato | Recorde do campeonato (Championship record)  | Recorde da América    | Recorde da América (Americas)         | q                          | Classificado por melhor tempo (Qualified) |   |                                      |
| Melhor marca do ano   | Melhor marca do ano (World leading)          | Recorde asiático      | Recorde asiático (Asian)              | DNS                        | Não largou (Did not start)                |   |                                      |
| Recorde nacional      | Recorde nacional (National record)           | Recorde europeu       | Recorde europeu (European)            | DNF                        | Não terminou (Did not finish)             |   |                                      |
| Recorde pessoal       | Recorde pessoal do atleta (Personal best)    | Recorde da Oceania    | Recorde da Oceania (Oceania)          | DSQ / DQ                   | Desclassificado (Disqualified)            |   |                                      |
| Recorde da temporada  | Recorde da temporada do atleta (Season best) | Recorde sul-americano | Recorde sul-americano (South America) | NM                         | Sem marca (No mark)                       |   |                                      |